# Wukirsari (Todanan)
Wukirsari is een bestuurslaag in het regentschap Blora van de provincie Midden-Java, Indonesië. Wukirsari telt 950 inwoners (volkstelling 2010).